# کارولین کاوا
کارولین کاوا (به انگلیسی: Caroline Kava) (زاده ۲۵ سپتامبر ۱۹۴۹) بازیگر آمریکایی است. از فیلم‌های معروف او می‌توان به بازی در فیلم متولد چهارم ژوئیه و بارش برف روی سروها اشاره کرد.